# Skarpskytten i Arizona
Skarpskytten i Arizona (engelska: Arizona) är en amerikansk långfilm från 1940 i regi av Wesley Ruggles, med Jean Arthur, William Holden, Warren William och Porter Hall i rollerna. Filmen nominerades för två Oscar, bästa musik och bästa scenografi i en svartvit film.

## Handling
Phoebe Titus (Jean Arthur) är en hård kvinna som i Tucson startat ett fraktbolag med butiksägaren Solomon Warner (Paul Harvey). Phoebe blir förälskad i den unge Peter Muncie (William Holden) som anländer till staden i en vagnskaravan på väg västerut. Hon försöker få honom att stanna genom att erbjuda honom ett jobb, men Peter känner att han måste ta sig västerut. Han lovar att återvända när han sett Kalifornien.

## Rollista
| Jean Arthur     | – Phoebe Titus       |
| William Holden  | – Peter Muncie       |
| Warren William  | – Jefferson Carteret |
| Porter Hall     | – Lazarus Ward       |
| Paul Harvey     | – Solomon Warner     |
| George Chandler | – Haley              |
| Byron Foulger   | – Pete Kitchen       |
| Regis Toomey    | – Grant Oury         |
| Paul Lopez      | – Estevan Ochoa      |
| Colin Tapley    | – Bart Massey        |
| Frank Brownlee  | – Pauline Weaver     |
| Uvaldo Varela   | – Hilario Callego    |
| Edgar Buchanan  | – Judge Bogardus     |
| Earl Crawford   | – Joe Briggs         |
| Griff Barnett   | – Sam Hughes         |

## Produktion
Ursprungsbudgeten för filmen var 1,6 miljoner dollar och den steg snart till över 2 miljoner dollar. Filmen gick i produktion 1939 och efter att Hitler invaderat Polen försvann den europeiska marknaden för filmen som studion räknat med. Chefen för Columbia, Harry Cohn, avslutade då inspelning. Regissören Ruggles kunde övertyga dem att fortsätta produktionen (inte minst på grund av de 300 000 dollar som redan spenderats), men budgeten minskades markant.
Man övervägde Gary Cooper, Joel McCrea och James Stewart för huvudrollen. På grund av filmens lägre budget fick man använda sig av en mer okänd, och därmed billigare, skådespelare; William Holden.
Filmen gick med förlust, men Columbia återanvände mycket av det filmade materialet i sina B-westerns.

## Utmärkelser

### Nomineringar
- Oscar: Bästa musik (Victor Young), Bästa scenografi i en svartvit film (Lionel Banks och Robert Peterson)